# Gmina Jakovlje
Gmina Jakovlje (chorw. Općina Jakovlje) – gmina w Chorwacji, w żupanii zagrzebskiej. W 2011 roku liczyła  3930 mieszkańców.